# Polysaccus japonicus
Polysaccus japonicus is een krabbezakjessoort uit de familie van de Polysaccidae. De wetenschappelijke naam van de soort is voor het eerst geldig gepubliceerd in 2005 door Lützen & Takahashi.